# Susana Mendoza
Susana Mendoza (nascida em 13 de maio de 1972) é uma política dos Estados Unidos, sendo a atual City Clerk de Chicago. Ela também é uma ex-membro da Câmara dos Representantes de Illinois desde 2001, representando o 1º Distrito de Illinois, que inclui as comunidades de Chicago de Brighton Park, Little Village, Parque Gage, e Yards. Ela foi eleito para seu sexto mandato como representante estadual de Illinois em novembro de 2010 e ganhou a eleição para City Clerk de Chicago em 22 de fevereiro de 2011.

## Início de vida
Susana Mendoza nasceu em Chicago, filha de Joaquin Mendoza e Susana, que haviam emigrado do México na década de 1960. A família se mudou para Bolingbrook, Chicago quando ela era criança. Mendoza se formou na Bolingbrook High School, em 1990, onde ganhou honras All State no All-time. Em seguida, ela entrou na Truman State University, (anteriormente conhecida como Northeast Missouri State University), em Kirksville, Missouri, tendo ganhado uma bolsa acadêmica, e graduando-se em 1994 com um BA em Administração de Empresas.

## Representante estadual
Mendoza foi eleita como representante do Estado de Illinois, em 2000, aos 28 anos, fazendo dela a mais jovem membro da 92º seção da Assembléia Geral de Illinois.
Ela foi presidente do Comitê de Comércio Internacional e Comércio, Vice-Presidente do Comitê de Bio-Tenologia, e é membro da Comissão de Trabalho, Serviços Públicos, e Indústria. Mendoza tem servido como Co-presidente da Conferência das Legisladores Mulheres, e também co-fundou o primeiro Caucus Latino do Legislativo de Illinois.
Mendoza foi considerado um "Blagojevich-friendly" até 2007, quando ela discordou com a equipe do governador.
Mendoza está ativamente envolvido na política nacional e internacional. Ela foi um delegado do candidato presidencial Al Gore em 2000 e de John Kerry em 2004. Mendoza visitou a China, El Salvador e México em visita oficial. Em 2002, ela visitou os países Africanos de Uganda e Tanzânia como uma representante do Conselho Americano de Jovens Líderes Políticos. Em junho de 2004, o Departamento de Estado dos Estados Unidos enviou para Mendoza ao Brasil onde participou de uma série de debates em que ela representou a plataforma do Partido Democrata na eleição presidencial de 2004.